# Schlaubetal
Schlaubetal est une commune d’Allemagne située dans l'est de l'arrondissement d'Oder-Spree, au Brandebourg.

## Histoire
De 1815 à 1947, Bremsdorf, Fünfeisen et Kieselwitz faisaient partie de la province de Brandebourg, une division du royaume de Prusse.
Après la Seconde Guerre mondiale, les localités constitutives de Schlaubetal ont été incorporées dans l’État de Brandebourg de 1947 à 1952 et le district de Francfort-sur-l'Oder, en Allemagne de l’Est de 1952 à 1990. Depuis 1990, ils font à nouveau partie du Brandebourg, depuis 2003 unis sous le nom de municipalité de Schlaubetal.
La commune de Schlaubetal a été créée le 26 octobre 2003 par la fusion des communes de Bremsdorf, Fünfeichen et Kieselwitz.

## Attractions

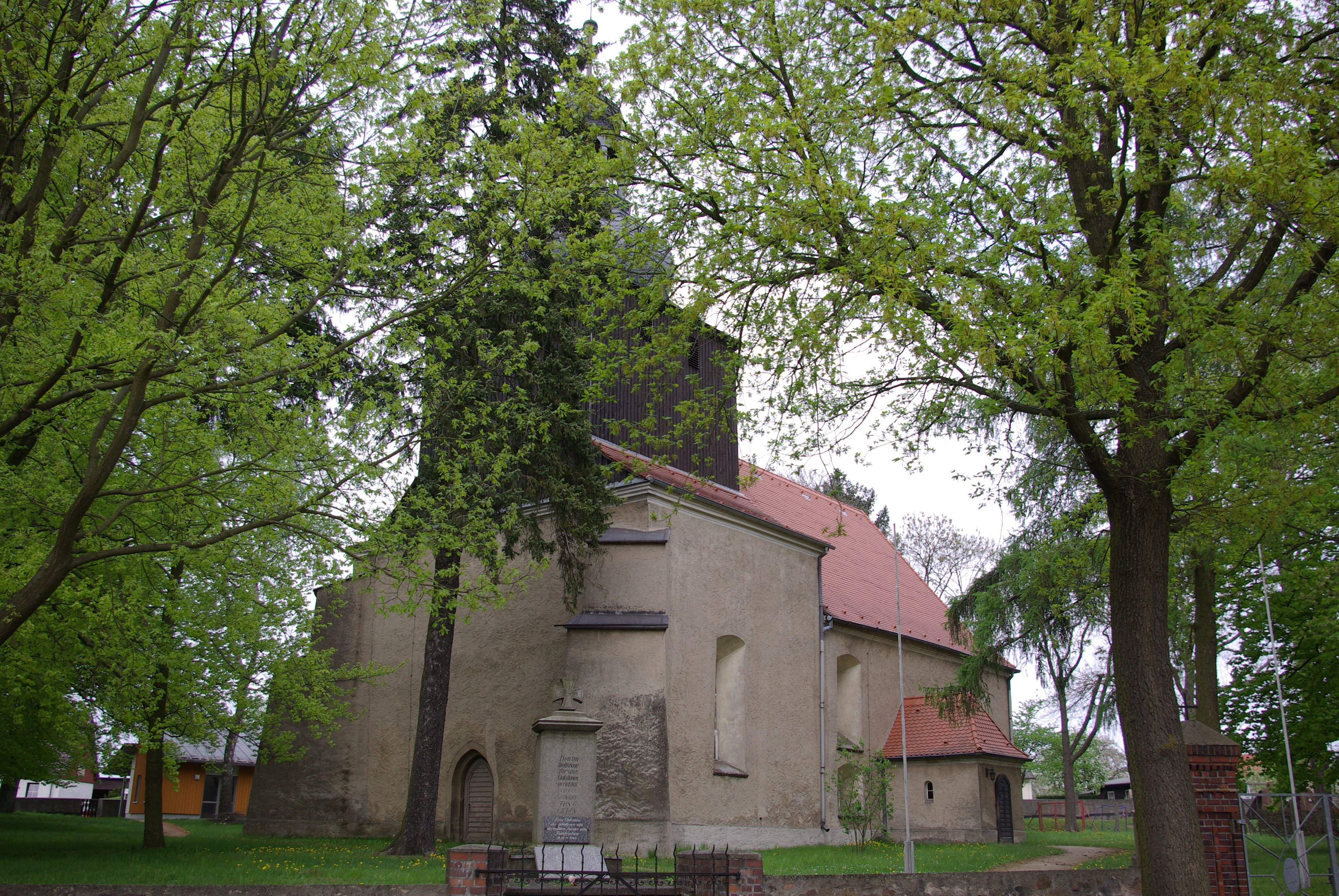
Église de Fünfurchen

Dans la liste des monuments historiques de Schlaubetal et dans la liste des monuments terrestres de Schlaubetal figurent les monuments culturels inscrits sur la liste du Land de Brandebourg.